# Miljacka
Miljacka je 36 km dolga reka v osrednji Bosni in Hercegovini. Nastane na sotočju Paljanske in Mokranjske Miljacke v bližini naselja Dovlići. Prvi povirni krak, ki v dolžino meri 13 km, izvira pri naselju Gornje Pale na nadmorski višini 1025 metrov, drugi, z dolžino 21 km, pa v naselju Mokro, na višini 1135 metrov. Od sotočja dalje teče reka skozi Sarajevo in se na severozahodu mesta, v predelu Bojnik, izliva v Bosno.  

## Tok

### Potek
Oba povirna kraka nastaneta iz visoko ležečih kraških izvirov, kar daje njunemu zgornjemu toku značaj hudournika. Tokova v začetnih kilometrih vrezujeta globoka kanjona, ki se dokaj hitro zožita vsak v svojo sotesko. Tri kilometre vzhodno od Sarajeva se reki združita v enoten, močno reguliran tok, ki premosti prestolnico. Na skrajnem severozahodu mesta, v predelu Bojnik, se reka kot desni pritok izlije v Bosno.

### Pritoki
Glavna leva pritoka reke sta Bistrica in Repašnica, z desne pa se vanjo vlivajo Lapišnica, Mošćanica in Koševski potok.

## Živalstvo
Naravni prostor ob rečnem toku poseljujejo številne živali, kot so zajci, lisice in medvedi. Še nekaj časa nazaj je Miljacka veljala za ribolovno reko, bogato s številnimi ribami, zlasti s potočno postrvjo, kalifornijsko postrvjo in lipani. V zadnjih letih se je število rib predvsem zaradi pretiranega ulova pa tudi zaradi velike onesnaženosti precej zmanjšalo.

## Mostovi
Na Miljacki je več deset mostov, največ, kar 13, iz turškega obdobja, od tega pet kamnitih. Po večini so nastajali do konca 16. stoletja. Glavni med njimi so: 
- Eiffelov most (bos. Ajfelov most) stoji v sarajevskem naselju Skenderij. Ne mestu starega lesenega Skenderijevega mostu ga je leta 1893 zasnoval arhitekt Gustave Eiffel. Stari most na tem delu reke je sicer zgradil Skender-paša v 15. stoletju,
- Latinska ćuprija tudi Principov most je morda najbolj znan most v Sarajevu. Blizu njega je Gavrilo Princip leta 1914 izvedel atentat na nadvojvodo Franca Ferdinanda. Ime je dobil po dubrovniški koloniji Latinluk, zgrajen je ob koncu 18. stoletja kot darilo trgovca Hadž Abdulaha Brige,
- Most Čobanija je leta 1557 zgradil neki pastir (bos. Čoban) Vojvode Hasana. Kasneje, leta 1886, je bil na tem mestu zgrajen železen most, ki se je zaradi slabe izvedbe podrl, zato so leta 1888 so na njegovem mestu zgradili današnjega,
- Most Ćumurija je leta 1556 zgradil Hadži Hasan (po nekaterih virih 1567), zaradi poškodb je bil večkrat popravljen in leta 1886 zamenjan z železnim,
- Kozja ćuprija, je bila zgrajena v prvi polovici 16. stoletja, v dolžino meri 42 m in velja za enega najlepših majhnih bosanskih mostov,
- Šeher-Ćehajina ćuprija, most pod Alifakovcem je bil zgrajen leta 1585, leta 2005 pa je bil razglašen za nacionalni spomenik,
- Carev most je bil zgrajen leta 1897 blizu Careve džamije. Gre za prvi armirano-betonski most v Sarajevu. Hkrati je uvrščen na seznam Nacionalnih spomenikov Bosne in Hercegovine[3]. Prvotni most na tem mestu je zgradil plemič Isa-beg Isaković v 15. st. Vendar je bil ta leta 1619 podrt v poplavah. Kasneje je Hadži Husein Haračić dal zgraditi kamnit most s tremi oporniki in štirimi loki; zaradi poškodb je lat 1792 doživel rekonstrukcijo. V času Avstro-Ogrske je bil most zaradi slabega stanja spet porušen in ponovno zgrajen leta 1897 v istem slogu kot prvotni most.,
- Drvenija most je bil zgrajen leta 1898, rekonstruiran 1995, njegova konstrukcija je delno kovinska,
- Hadži Bešlijin most je leta 1792 dal zgraditi Hadži Bešlija,
- Most Suade i Olge je že tretje ime tega mostu; prvotno poimenovan kot most Čiršihana je zgradi neki židovski trgovec v 18. st. na mestu mostu Vrbanja. Takratni most je ime dobil po ćiršihani, majhni tovarni lepila v bližini.
- Novi Most Vijećnica, zgrajen leta 2003.
- Bosmalov most[4]

## Zanimivosti
- Zadnja leta se je zlasti spodnjega toka reke oprijelo ime umazana reka. Takšno stanje gre pripisati predvsem odsotnosti čistilnih naprav, zaradi česar se odpadne vode stekajo neposredno v reko.[2]

- Leta 2008 je znani bosanski glasbeni ustvarjalec Halid Bešlić reki posvetil svojo pesem.[5]